# فيك رودريغيز
فيك رودريغيز (بالإنجليزية: Vic Rodriguez)‏ هو لاعب كرة قاعدة أمريكي، ولد في 14 يوليو 1961 في نيويورك في الولايات المتحدة.

## وصلات خارجية
- فيك رودريغيز على موقع دوري كرة القاعدة الرئيسي (الإنجليزية)
- فيك رودريغيز على موقعبيزبول رفرنس.كوم (الدوري الرئيسي) (الإنجليزية)
- فيك رودريغيز على موقعبيزبول رفرنس.كوم (الدوري الثانوي) (الإنجليزية)
- فيك رودريغيز على موقع إي إس بي إن.كوم (أم.أل.بي) (الإنجليزية)
- فيك رودريغيز على موقع مشجعي الرسوم البيانية (الإنجليزية)